# 鈴木重次
鈴木 重次（すずき しげつぐ）は、安土桃山時代から江戸時代前期にかけての武士。水戸藩士。初め鈴木孫三郎、後に雑賀孫市と称した。

## 生涯
慶長3年（1598年）、鈴木重朝の子（長男または二男）として生まれる。父・重朝は慶長11年（1606年）に徳川家康に3,000石で召抱えられ、その後、水戸徳川家の徳川頼房に仕えた。
重次も3,000石で徳川頼房に仕え、大番頭や家老を務めた。元和9年（1623年）、寛永3年（1626年）、寛永11年（1634年）の頼房の上洛の際には、それに付き従う藩兵の編成を重次が行ったという。
寛文4年（1664年）、死去。享年67。墓は浄光寺（ひたちなか市館山）にある。
重次には男子がなかったため、頼房の末子・重義を婿養子に迎えており、重義が跡を継いだ。
また、重次は鈴木孫三郎から雑賀孫市へと改名している。弟（または兄）の重信の子孫は鈴木氏を称したが、重次の系統は代々雑賀孫市（または孫一郎）を襲名することとなる。

## 逸話
重次は父・重朝と混同されることがあり、慶長5年（1600年）、関ヶ原の戦いの前哨戦である伏見城の戦いにおいて、重次が鳥居元忠を討ち取ったとされることがある。重次はその際、元忠の甲冑や刀剣を引き取り、後に元忠の子である忠政にこれらを贈った。忠政はそれを喜び、泣いて拝礼した後、それらを重次に返却し、子孫に伝えて祖先の勲功を残すようにと伝えた。
それから毎年忠政は使者を遣わし、重次に衣服を贈った。徳川頼房もこのことを聞き、使者のある時期にはあらかじめ道や橋を修理し、饗応のための品を雑賀宅に与えたという。
しかし、鳥居元忠を討ち取ったのは重次でなくその父の重朝であると考えられ、忠政とのやり取りも重朝のものであるとみられる。
また、鳥居元忠の一族・鳥居瀬兵衛が水戸藩士として召抱えられ、寛文10年（1670年）には大番頭として800石を知行している。重次と瀬兵衛は始終顔を合わせることとなり、関ヶ原では敵味方に分かれて戦ったのに、このように水戸家に共に仕えて重用されるのも何かの縁であろうと時折語り合ったという。